# Wipfeld
Wipfeld – miejscowość i gmina w Niemczech, w kraju związkowym Bawaria, w rejencji Dolna Frankonia, w regionie Main-Rhön, w powiecie Schweinfurt, wchodzi w skład wspólnoty administracyjnej Schwanfeld. Leży około 15 km na południe od Schweinfurtu, nad Menem. Znajduje się tu przeprawa promowa.

## Dzielnice
W skład gminy wchodzą dwie dzielnice: Wipfeld i St. Ludwig.

## Polityka
Wójtem jest Peter Zeißner. Rada gminy składa się z 12 członków:
|      | CSU | Bezpartyjni | Razem     |
| 2002 | 7   | 5           | 12 miejsc |

## Zabytki i atrakcje
- Kościół pw. św. Jana Chrzciciela (St. Johannes der Täufer) z 1785

## Osoby urodzone w Wipfeldzie
- Konrad Celtis - humanista
- Engelbert Klüpfel - teolog
- Eulogius Schneider - mnich, filozof